# جرج دمبل
جرج دمبل (انگلیسی: George Dumbrell; ۲۳ سپتامبر ۱۹۰۶ – ۱۹۹۰ (۸۳−۸۴ سال)) بازیکن فوتبال اهل بریتانیا بود.
از باشگاه‌هایی که در آن بازی کرده‌است می‌توان به باشگاه فوتبال دارتفورد، باشگاه فوتبال ای‌اف‌سی بورنموث، باشگاه فوتبال برنتفورد، باشگاه فوتبال کرای واندررز، و باشگاه فوتبال لستر سیتی اشاره کرد.